# Reinhard Wolters (Althistoriker)
Reinhard Wolters (* 14. März 1958 in Duisburg) ist ein deutscher Althistoriker und Numismatiker. Von Oktober 2010 bis zu seiner Emeritierung im Sommersemester 2024 lehrte er als Professor für Numismatik und Geldgeschichte am Institut für Numismatik und Geldgeschichte der Universität Wien.

## Leben und Wirken
Reinhard Wolters studierte von 1977 bis 1983 Geschichte, Germanistik, Publizistik und Katholische Theologie an den Universitäten Bochum, Bonn, Münster und Wien. Wolters war von 1983 bis 1988 wissenschaftlicher Mitarbeiter und Lehrbeauftragter am Lehrstuhl für Alte Geschichte der Ruhr-Universität Bochum. Er wurde 1987 promoviert mit der Arbeit Römische Eroberung und Herrschaftsorganisation in Gallien und Germanien. Zur Entstehung und Bedeutung der sogenannten Klientel-Randstaaten. Wolters war 1988/89 Postdoktorandenstipendiat der Deutschen Forschungsgemeinschaft am Institut für Numismatik der Universität Wien. Anschließend war er von 1989 bis 1995 Hochschulassistent für Alte Geschichte an der Technischen Universität Braunschweig, wo er sich 1995 mit der Arbeit Nummi Signati. Untersuchungen zur römischen Münzprägung und Geldwirtschaft habilitierte. 1995/96 war Wolters Gastdozent am Institut für Numismatik der Universität Wien. Von 1996 bis 2000 war er Oberassistent am Historischen Seminar der TU Braunschweig und wurde zum außerplanmäßigen Professor für Alte Geschichte ernannt. Von 2000 bis 2010 war er Leiter der Numismatischen Arbeitsstelle am Institut für Klassische Archäologie der Universität Tübingen. In Tübingen wurde er zum außerplanmäßigen Professor ernannt. Von 2010 bis 2024 lehrte Wolters als Universitätsprofessor für Numismatik und Geldgeschichte an der Universität Wien. Sein Nachfolger ist seit September 2024 Bernhard Woytek. Wolters ist seit 2009 ordentliches Mitglied des Deutschen Archäologischen Instituts.
Hauptforschungsgebiete Wolters’ sind die antike Wirtschafts- und Sozialgeschichte, antike Geographie und Ethnologie, die provinzialrömische Geschichte – vor allem die Beziehungen zwischen Römern und Germanen – sowie althistorische Hilfswissenschaften, insbesondere Numismatik. Wolters gilt als einer der besten Kenner der frühkaiserzeitlichen Germanienpolitik. Er veröffentlichte 2000 eine knappe Einführung über die Römer in Germanien, die 2018 in siebter Auflage erschien. Er legte 2006 mit Hartmut Blum eine Einführung in das Studium der Alten Geschichte vor.

## Schriften (Auswahl)
- „Tam diu Germania vincitur“. Römische Germanensiege und Germanensieg-Propaganda bis zum Ende des 1. Jahrhunderts n. Chr. (= Kleine Hefte der Münzsammlung an der Ruhr-Universität Bochum. Nr. 10/11). Universitätsverlag Dr. Norbert Brockmeyer, Bochum 1989, ISBN 3-88339-716-4.
- Römische Eroberung und Herrschaftsorganisation in Gallien und Germanien. Zur Entstehung und Bedeutung der sogenannten Klientel-Randstaaten (= Bochumer Historische Studien. Alte Geschichte. Nr. 8). Universitätsverlag Dr. Norbert Brockmeyer, Bochum 1990, ISBN 3-88339-803-9 (Zugleich: Bochum, Universität, Dissertation, 1987).
- Nummi Signati. Untersuchungen zur römischen Münzprägung und Geldwirtschaft (= Vestigia. Beiträge zur Alten Geschichte. Bd. 49). Beck, München 1999, ISBN 3-406-42923-8 (Zugleich: Braunschweig, Technische Universität, Habilitations-Schrift, 1995).
- Die Römer in Germanien (= Beck’sche Reihe. Bd. 2136). Beck, München 2000, ISBN 3-406-44736-8; zuletzt: 7., durchgesehene und aktualisierte Auflage, München 2018, ISBN 978-3-406-72954-6.
  - In tschechischer Sprache: Římané v Germánii. Vyšehrad, Prag 2002, ISBN 80-7021-539-9.
- mit Wolfgang Szaivert: Löhne, Preise, Werte. Quellen zur römischen Geldwirtschaft. Wissenschaftliche Buchgesellschaft, Darmstadt 2005, ISBN 3-534-16774-0.
- mit Hartmut Blum: Alte Geschichte studieren. 3., überarbeitete und erweiterte Auflage. Universitätsverlag Konstanz, Konstanz 2021, ISBN 978-3-8252-5281-6.
- Die Schlacht im Teutoburger Wald. Arminius, Varus und das römische Germanien. Beck, München 2008, ISBN 978-3-406-57674-4 (Rezension bei Sehepunkte); aktualisierte und durchgesehene Auflage 2017.